# Покорители волн
«Покорители волн» (англ. Chasing Mavericks) — биографический фильм 2012 года о жизни американского сёрфера Джея Мориарти, снятый Майклом Эптедом и Хэнсоном Кёртисом.

## Сюжет
Фильм основан на реальных событиях из жизни калифорнийского сёрфера Джея Мориарти. С раннего детства страстно увлечённый сёрфингом,15-летний Джей (Джонни Уэстон) мечтает о покорении легендарных 25-метровых волн Маверикс. 
В выполнении этой непростой задачи ему помогает местная знаменитость — покоривший эти самые волны Фрости Хэссон (Джерард Батлер), у которого в процессе обучения складываются очень хорошие взаимоотношения с Джеем. Пройдя через все трудности, Джей покоряет волны, становится известным и женится на любви всей своей жизни — подруге Ким (Ливен Рамбин). 
Задержка дыхания под водой становится его увлечением, что и приведёт его к смерти. В возрасте 22 лет он погибает, навсегда вписав своё имя в историю сёрфинга — «спорта королей».

## В ролях
- Джонни Уэстон — Джей Мориарти
- Джерард Батлер — Фрости Хэссон
- Элизабет Шу — Кристи Мориарти
- Эбигейл Спенсер — Бренда Хэссон
- Ливен Рамбин — Ким

## Производство
Производство фильма началось в октябре 2011 года в районе залива Халф-Мун и Санта-Круз. 19 декабря Джерард Батлер получил травму во время съёмок и был ненадолго госпитализирован. Наставником Батлера был профессиональный сёрфер Грант Уошберн.

## Кассовые сборы
В прокате фильм собрал более 6 миллионов долларов в Соединённых Штатах.

## Критика
На Rotten Tomatoes фильм имеет 32 % «свежести» на основе 81 отзыва.
Один из критиков Chicago Sun-Times написал: «И кинематография большой сцены Маверикс Оливера Евклида и Билла Поупа настолько пугающая, что вы вроде как понимаете, почему Фрости остаётся на берегу, наблюдая за Джеем в бинокль».